# Sybra posticalis
Sybra (Sybra) posticalis – gatunek chrząszcza z rodziny kózkowatych i podrodziny zgrzypikowych (Lamiinae).

## Taksonomia
Gatunek ten został w 1858 roku przez Francisa Polkinghorne'a Pascoe jako Ropica posticalis.

## Opis
Ciało długości od 5,6 do 8,2 mm, prawie wrzecionowate, w większości czarniawobrązowe. Głowa głęboko, rzadko punktowana i wyraźnie węższa od przedplecza, które jest nieco szersze niż długie. Punktowanie pokryw głębokie, w części górnej seryjne, a po bokach nieco nieregularne. W części nasadowej i grzbietowo-wierzchołkowej pokryw obecne mgliste pasy złożone z brunatnych włosków.

## Ekologia
Larwy żerują w miękkim, martwym drewnie.

## Rozprzestrzenienie
Chrząszcz ten jest endemitem subtropikalnych Chin, znanym wyłącznie z Hongkongu i Hainanu.